# 服巻浩司
服巻 浩司（はらまき こうじ、1971年1月28日 - ）は、日本の男性声優、ナレーター、保育士。神奈川県出身。青二プロダクション所属。

## 略歴
早稲田大学政治経済学部卒業。青二塾東京校第19期生。
声優になる前はあさひ銀行（現：りそな銀行）の銀行員として働いていた。
2011年9月に挙式。

## 人物
同じ声優の田村ゆかりは従妹。
趣味はハードロック。特技はクレー射撃（鉄砲所持許可）、札勘、マリンスポーツ。
2018年現在、声優と兼業で保育士としての仕事を行っている。

## 出演
太字はメインキャラクター。

### テレビアニメ
1999年
- 週刊ストーリーランド（1999年 - 2001年、若い患者、町人）
- ∀ガンダム（兵B）
- ちびまる子ちゃん（1999年 - 、オヤジ、見世物小屋のおじさん、シンの父、田中さん、ヒデキ、野口冨士男〈2代目〉 他）
- 忍たま乱太郎（兵士、番兵、海賊）
- ONE PIECE（1999年 - 、海賊、ホセ、副支配人〈ウルトラキング〉、ザボー、レゴ隊長、右バスカビル、ドーマ、ダルメシアン、スプラッシュ、ガーシァ、ジェット、闘牛、ローリング・ローガン、シャーロット・シブースト、サンバ王〈ムケッカ〉、ポトフ王、らくだ、大マサ、十鬼 他）

2000年
- アルジェントソーマ（政府閣僚C、オペレーターA、警備兵、無線）
- 犬夜叉（侍達）
- GEAR戦士電童（2000年 - 2001年、ガルファ素体C、重機獣）
- ゲートキーパーズ（男A）
- サクラ大戦TV（兵士、客4）
- マシュランボー（クワガタ戦士、白熊カードリアン）
- 無敵王トライゼノン（セルゲイ、砲手）

2001年
- 機動天使エンジェリックレイヤー（おじさん）
- 激闘!クラッシュギアTURBO（電気屋、警備員、男、審判）
- Z.O.E Dolores, i（オスカー、捜索隊員）
- テイルズ オブ エターニア THE ANIMATION（市民A、漁師1）
- FF：U 〜ファイナルファンタジー:アンリミテッド〜（不毛E）
- RAVE（映画の助監督）

2002年
- GetBackers-奪還屋-（赤目小絃太）
- 陸上防衛隊まおちゃん（鬼瓦陸吉）

2003年
- エアマスター（黒正義、ワルダー、黒眼鏡、おっさん、実況アナウンサー）
- クラッシュギアNitro（佐奈間三平）
- 出撃!マシンロボレスキュー（運転手）
- ソニックX（2003年 - 2004年、ポリス、SWAT隊長、補佐官、大統領補佐官、録音技師、ジェローム）
- 釣りバカ日誌（主任、飼育係、番頭、キャスター、門番 他）
- FIRESTORM（探検家）
- ボボボーボ・ボーボボ（ピカリ、ジュース師匠 他）

2004年
- エリア88（ラウンデル、パイロット）
- 火の鳥（側近、兵士）
- 美鳥の日々（不良1、不良3）

2005年
- AIR（僧兵）
- 陰陽大戦記（ムラサメ）
- 機動新撰組 萌えよ剣TV（伊藤博文）
- クレイアニメ 太鼓の達人

2006年
- おとぎ銃士 赤ずきん（デュード）
- 出ましたっ!パワパフガールズZ（宿題マシーン）
- 祝!(ハピ☆ラキ)ビックリマン（2006年 - 2007年、お守り、魔弾ラミバッカス、天動銀河王、彗星魔）

2007年
- モノノ怪 「座敷童子」（カップルの男、客）

2008年
- ゲゲゲの鬼太郎（第5作）（雷首、実況アナ）
- ねぎぼうずのあさたろう（親分）
- 墓場鬼太郎（窓口の駅員）

2011年
- 俺たちに翼はない（大司教）

2012年
- 聖闘士星矢Ω（2012年 - 2013年、マーシアン隊長、パラサイト隊長）
- Persona4 the ANIMATION（生田目太郎）
- ONE PIECE エピソードオブナミ 〜航海士の涙と仲間の絆〜（魚人）

2013年
- ONE PIECE エピソードオブメリー 〜もうひとりの仲間の物語〜
- 京騒戯画（宇多野）

2014年
- ドラゴンボール改（おじいさん）
- ワールドトリガー（教師、不良）

2015年
- オレカバトル（風隠の族長オロシ）
- それが声優!（ダンスの先生）
- ONE PIECE 〜アドベンチャー オブ ネブランディア〜
- ONE PIECE エピソードオブサボ 〜3兄弟の絆 奇跡の再会と受け継がれる意志〜（ウーシー）

2017年
- ONE PIECE エピソードオブ東の海 〜ルフィと4人の仲間の大冒険!!〜

2018年
- ONE PIECE エピソードオブ空島

2021年
- 装甲娘戦機（B国要人）

### 劇場アニメ
2000年
- A・LI・CE
- 機動戦士ガンダム 特別版（ジェイキュー）
- 機動戦士ガンダムII 哀・戦士編 特別版（少年たち）

2002年
- キン肉マンII世 マッスル人参争奪! 超人大戦争（弾超人）

2003年
- ONE PIECE THE MOVIE デッドエンドの冒険（ビガロ）

2004年
- クレヨンしんちゃん 嵐を呼ぶ!夕陽のカスカベボーイズ（保安官助手）
- スチームボーイ

2006年
- 永遠の法

2012年
- ONE PIECE FILM Z

2013年
- ドラゴンボールZ 神と神

2015年
- ドラゴンボールZ 復活の「F」（強盗A）

2016年
- なぜ生きる 蓮如上人と吉崎炎上（親戚）

2018年
- 劇場版 マジンガーZ / INFINITY（職員）

2019年
- ONE PIECE STAMPEDE（ダルメシアン）

### OVA
- メルティランサー The Animation（1999年、オペレーターは）
- 伝心 まもって守護月天!（2000年、陽天心砂山）
- 王ドロボウJING in Seventh Heaven（2004年、運転手）
- 機動戦士ガンダム MS IGLOO（2004年、マリオン、連邦兵 他）
- レッツゴー!トミカボーイズ（2009年、マジシャン、怪盗パンク）
- レッツゴー!トミカボーイズF5（2010年、マジシャン、怪盗パンク、ピラミッド移動プロジェクトの責任者、チャーハン・ドラゴンズのリーダー）

### Webアニメ
- ブラック・ジャック（2001年、校医、部下A、医者A）
- The King of Fighters: Another Day（2005年、ソワレ・メイラ）
- 拡張少女系トライナリー（2017年、兵士1）

### ゲーム
2000年
- 真・三國無双シリーズ（馬超、新武将〈豪快〉、エディット武将〈楽天家〉）
- 北斗の拳 世紀末救世主伝説（ダガール）

2001年
- センチメンタルグラフティ（我那覇） - PS版
- 決戦II（魏延、徐庶）
- シェンムーII（風伶咆）
- ドキドキプリティリーグ Lovely Star（琴美パパ、応援団長）

2002年
- Kanon（石橋先生） - PS2版
- 剣豪2（東郷肥前守重位）
- 封神演義2（烏雲仙、黄土鎧、霊帝）
- ほっかほか銭湯（風呂神様）

2003年
- 三國志戦記2（馬超）
- ジェネレーションオブカオスIII 〜時の封印〜（バーゲム・ドラフォン）
- テイルズ オブ シンフォニア（マクスウェル）
- 信長の野望・天下創世（森蘭丸）
- 夜想曲 〜眠れぬ夜のためのノクターン〜（水沢紘輝）
- ONE PIECE グランドバトル! 3（ホーリー、ヒグマ）

2004年
- AIRFORCE DELTA 〜BLUE WING KNIGHTS〜（アレックス・レヴァイン、レオン・クレイザー）
- エースコンバット5 ジ・アンサング・ウォー（敵兵士 他）
- KOF MAXIMUM IMPACT（ソワレ・メイラ）
- ゼノサーガ エピソードII［善悪の彼岸］（ヴェクターの職員）
- DEAD OR ALIVE ULTIMATE（下忍）

2005年
- 三国志大戦（R馬超、LE馬超〈蒼天航路〉、SR龐徳、SR曹操 他）
- KOF MAXIMUM IMPACT MANIAX（ソワレ・メイラ）
- HEARTNER HEARTS（野里真晴）
- ONE PIECE グラバト!RUSH（クンフージュゴン、ラッスー、モーム）
- ONE PIECE パイレーツカーニバル（ラッスー、クンフージュゴン）

2006年
- エーデルワイス（ピエール）
- KOF MAXIMUM IMPACT 2（ソワレ・メイラ）
- ジョジョの奇妙な冒険 ファントムブラッド
- 天下人（真田信幸）
- Riviera 〜約束の地リヴィエラ〜（カイル、ランディ）

2007年
- KOF MAXIMUM IMPACT REGULATION "A"（ソワレ・メイラ）
- ドラゴンシャドウスペル（オニハラ、ランスロット・セイクリッドハート）
- New Space Order（フラッシュノベル -Link of Life- カート・シールズ役）
- 無双OROCHI（馬超）

2008年
- ペルソナ4（生田目太郎 / クニノサギリ）
- 無双OROCHI 魔王再臨（馬超）
- ユグドラ・ユニオン（ブライ）

2009年
- 無双OROCHI Z（馬超）

2010年
- 龍が如く4 伝説を継ぐもの
- ONE PIECE ギガントバトル!（クンフージュゴン）

2011年
- 無双OROCHI 2（馬超）
- ONE PIECE ギガントバトル! 2 新世界（クンフージュゴン）

2012年
- テイルズ オブ イノセンス R
- バイナリー ドメイン（地下スラム街のホロウチルドレン）
- ペルソナ4 ザ・ゴールデン（生田目太郎 / クニノサギリ）
- 龍が如く5 夢、叶えし者

2013年
- モンスター烈伝 オレカバトル（ウーフー / 拳士ウーフー / 拳王ウーフー、風隠の族長オロシ / 風隠の支配者オロシ）
- ゴッドイーター2（プレイヤーボイス）
- STORM LOVER 2nd（五十鈴喜久）
- テイルズ オブ シンフォニア ユニゾナントパック（マクスウェル）
- テイルズ オブ ハーツ R
- ワンピース 海賊無双2 / 3（2013年 - 2015年、魚人隊長2、海賊隊長2、村人1、空島兵、G5兵1 他）

2014年
- 魁!!男塾 〜日本よ、これが男である!〜（男爵ディーノ）

2015年
- デジモンストーリー サイバースルゥース（デュナスモン）

2016年
- 仮面ライダー バトライド・ウォー創生（蜘蛛男）

2018年
- 三国志大戦（第2期）（LE皇甫嵩、LE曹操、LE呂布）
- 真・三國無双8（馬超）
- 無双OROCHI 3（馬超）

2023年
- ONE PIECE ODYSSEY

### ドラマCD
- ONE 〜輝く季節へ〜
  - 里村茜ストーリー 『たいせつなばしょ』（1999年、作業員A、教員2）
  - 川名みさきストーリー 『開かれた扉』（2000年、校長先生）
- 迷惑な女（1999年、乗組員）
- グラニュ・レイテッドハピネス（2001年、ミズトリ）
- テイルズ オブ ファンタジア ANTHOLOGY.2（2000年、エルフ2、店長、忍者）
- テイルズ オブ ファンタジア なりきりダンジョン -太陽の章-（2001年、クレイオ）
- テイルズ オブ ファンタジア なりきりダンジョン -月の章-（2001年、ラブレイ）
- サモンナイト 界の狭間のゆりかご（2002年、オルフルC）
- EREMENTAR GERAD ドラマCD 第3巻（2005年、バティ・ドゥーラ）
- ティンダーリアの種（2008年、アリアの青年〈グレンバーン〉）

### 吹き替え

#### 映画
- ジェシカ・シンプソンのワーキング・ブロンド（ベン）
- 不時着（ビリー）

#### ドラマ
- V.I.P.（ルーク）

### 特撮
- 未来戦隊タイムレンジャーVSゴーゴーファイブ（2001年、ドゴールの弟レアルの声）
- ウルトラマンコスモス（2001年、カオスヘッダーの声、カオスウルトラマンの声）

### ラジオドラマ
- 花の慶次（2012年、四井主馬）

### ナレーション
- 激☆店 - BS-i
- Get the E-formation - CS
- GO!GO!アメリカ -　旅チャンネル
- スポーツセンターUSA - J SPORTS
- すぽると!（土曜日・プロ野球速報と日曜日速報部分のナレーション、2005年4月 - 10月、2006年4月 - 、日曜のみ） - CX
- ダンススタイル - CX
- ネプやり - CX
- はぴひる - TBS
- 美少女戦隊 ポトリスしちゃうぞ! - CS
- フランスリーグ・ディヴィジョン1 - CS
- もらOH! - SCサテライト放送
- やじうまプラス - テレビ朝日

### テレビ番組
- 世界の果てまでイッテQ!（外国人吹き替え）
- 超潜入!リアルスコープハイパー（声の出演）
- 世界衝撃映像100連発8（声の出演）
- 世界一受けたい授業（声の出演）
- 世界ベスト・オブ・映像ショー（声の出演）
- 超ド級!世界のありえない映像（博覧会・列伝・ベスト）（声の出演）
- 世界の何だコレ!?ミステリー（声の出演）
- 水曜エンタ 「目撃!奇跡の特殊能力」FBI・ダイアナ妃…奇跡の4人初密着（声の出演）
- 世界が驚いたニッポン! スゴ〜イデスネ!!視察団（声の出演）

### その他コンテンツ
- GACKT VISUALIVE ARENA TOUR 2009 「REQUIEM ET REMINISCENCE II」